# Dalías (ort)
Dalías är en ort i Spanien.   Den ligger i provinsen Provincia de Almería och regionen Andalusien, i den södra delen av landet, 400 km söder om huvudstaden Madrid. Dalías ligger 422 meter över havet och antalet invånare är 3 688.
Terrängen runt Dalías är kuperad åt sydväst, men åt nordost är den bergig. Runt Dalías är det tätbefolkat, med 257 invånare per kvadratkilometer. Närmaste större samhälle är El Ejido, 7,1 km sydost om Dalías. Trakten runt Dalías är ofruktbar med lite eller ingen växtlighet.